# Parque nacional de Camdeboo
El parque nacional de Camdeboo (en afrikáans: Kamdeboo Nasionale Park; en inglés: Camdeboo National Park) es un espacio protegido de Sudáfrica que se encuentra en el Karoo y rodea casi por completo de una ciudad de la Provincia Oriental del Cabo, llamada Graaff-Reinet.
El parque nacional Camdeboo fue declarado como vigésimo segundo Parque Nacional de Sudáfrica bajo la dirección de Parques Nacionales de Sudáfrica en octubre de 2005.
Después de un extenso proceso de negociación y discusión entre los grupos de conservación, el gobierno, y otros interesados, Marthinus van Schalkwyk, Ministro de Asuntos Ambientales y Turismo, anunció la intención de proclamar crear este parque nacional sudafricano en los alrededores de Graaff-Reinet.